# Ansgerius
Ansgerius (Hertogdom Bretagne, 11e eeuw – Grootgraafschap Sicilië, 1124) was een benedictijner abt in het middeleeuwse Italië. Hij was eerst abt in de Sant’Eufemia abdij gelegen in de moderne gemeente Sant’Eufemia Lamezia in Calabrië. Vanaf 1091 was hij abt-bisschop-heer van Catania in het grootgraafschap Sicilië: hiertoe werd hij beleend zowel door Rogier I, grootgraaf van Sicilië, als door paus Urbanus II.

## Namen
Andere namen voor hem zijn:

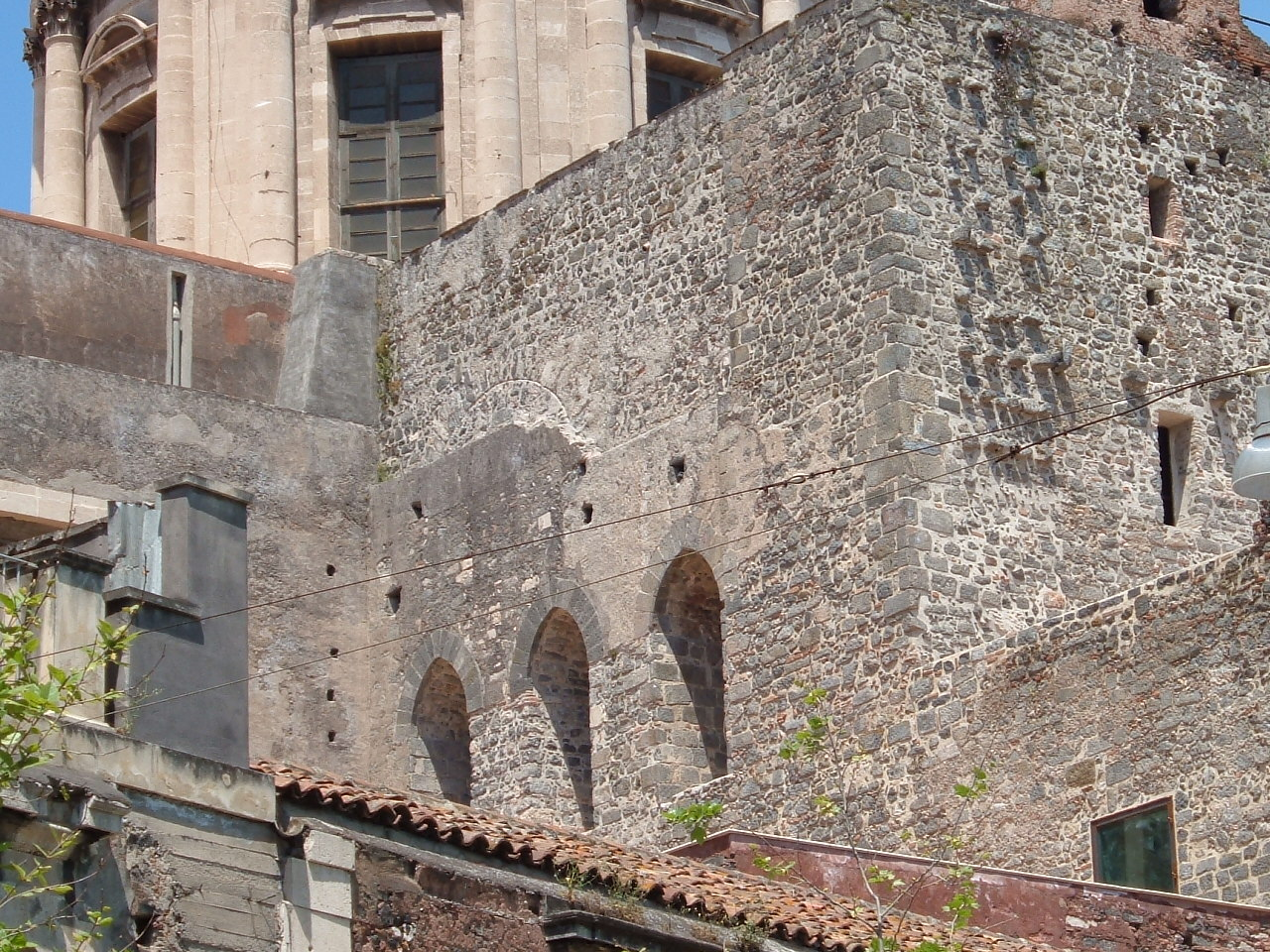
Normandische muur in de kathedraal van Catania, Sicilië

- Angerius Brito, wat in het Latijn betekent Angerius de Bretoen[1]
- Angerius de Sant’Eufemia, wat verwijst naar de eerste abdij waar hij abt was.

## Levensloop
Ansgerius reisde mee met Normandiërs naar Zuid-Italië, waar zij in Apulië reeds een stevige machtsbasis hadden uitgebouwd ten koste van de Byzantijnen. In Calabrië breidden zij hun rijk uit. De abdijen die er bestonden waren Grieks-orthodox, dus onder invloed van Byzantium. Ansgerius werd de eerste abt van een benedictijnerabdij aldaar, en dus van Latijnse ritus. Het was de abdij van Sant'Eufemia nabij Lamezia gelegen.
In 1091 had Rogier I van Sicilië de moslims verdreven uit Sicilië en noemde hij zich grootgraaf van Sicilië. De Grieks-orthodoxe kerkinstellingen keerden niet terug doch werden vervangen door een Roomse structuur. In datzelfde jaar 1091 stichtte hij extra Latijnse bisdommen op Sicilië. Ansgerius werd de eerste Latijnse bisschop van Catania. Rogier I besliste tot de bouw van een kerk toegewijd aan de heilige Agatha van Catania bovenop Romeinse thermen; dit werd de kathedraal van Catania. Paus Urbanus II besliste dat naast de kathedraal een benedictijnerabdij verrees, eveneens genoemd naar de heilige Agatha. Urbanus II decreteerde dat elke abt die de monniken zouden verkiezen, meteen bisschop van Catania werd.
Zowel Rogier I als Urbanus II beleenden Ansgerius met het wereldlijk gezag over de streek van Catania. Zo werd Ansgerius heer van Catania. Het kostte Rogier I van Sicilië moeite om Ansgerius te overtuigen om Calabrië te verlaten voor Catania; dit had te maken met het Latijnse karakter van de ritus en het wereldlijk gezag dat Ansgerius kreeg. Voor Rogier I was het belangrijk een vertrouweling te plaatsen als bestuurder van de stad Catania, zowel kerkelijk bestuurder als wereldlijk bestuurder. Het bisdom Catania was nog uitgestrekter dan de heerlijkheid Catania. Het bisdom bestreek een groot deel van Oost-Sicilë. Pas in de 19e eeuw werd dit in stukken verdeeld.
De kroniekschrijver en benedictijn Gaufridus Malaterra nam zijn intrek in de abdij van Catania tussen 1091 en 1098. Hij schreef er zijn kroniek getiteld De rebus gestis Rogerii Calabriae et Siciliae comitis et Roberti Guiscardi ducis fratris eius (beëindigd circa 1098). Dit epos over Rogier I van Sicilië en Robert Guiscard is toegewijd aan Ansgerius. Ansgerius wordt er vermeld in de tweede zin.